# Platygaster lampronota
Platygaster lampronota är en stekelart som beskrevs av Fouts 1924. Platygaster lampronota ingår i släktet Platygaster och familjen gallmyggesteklar. Inga underarter finns listade i Catalogue of Life.